# Fête des Mousselines
La Fête des Mousselines est une fête organisée dans la ville de Tarare. Cette fête fait référence au glorieux passé de la ville en matière de textile qui lui a donné le nom de « capitale de la mousseline ». 
Depuis 1955, tous les cinq ans est organisée la fête des Mousselines, période durant laquelle les rues de la ville se parent de tissus. Des dômes et des chapiteaux ornent la ville. La mousseline décore aussi de nombreux chars présentés par les associations de la ville. Une reine des mousselines est élue dans les mois qui précèdent la fête.

## Histoire

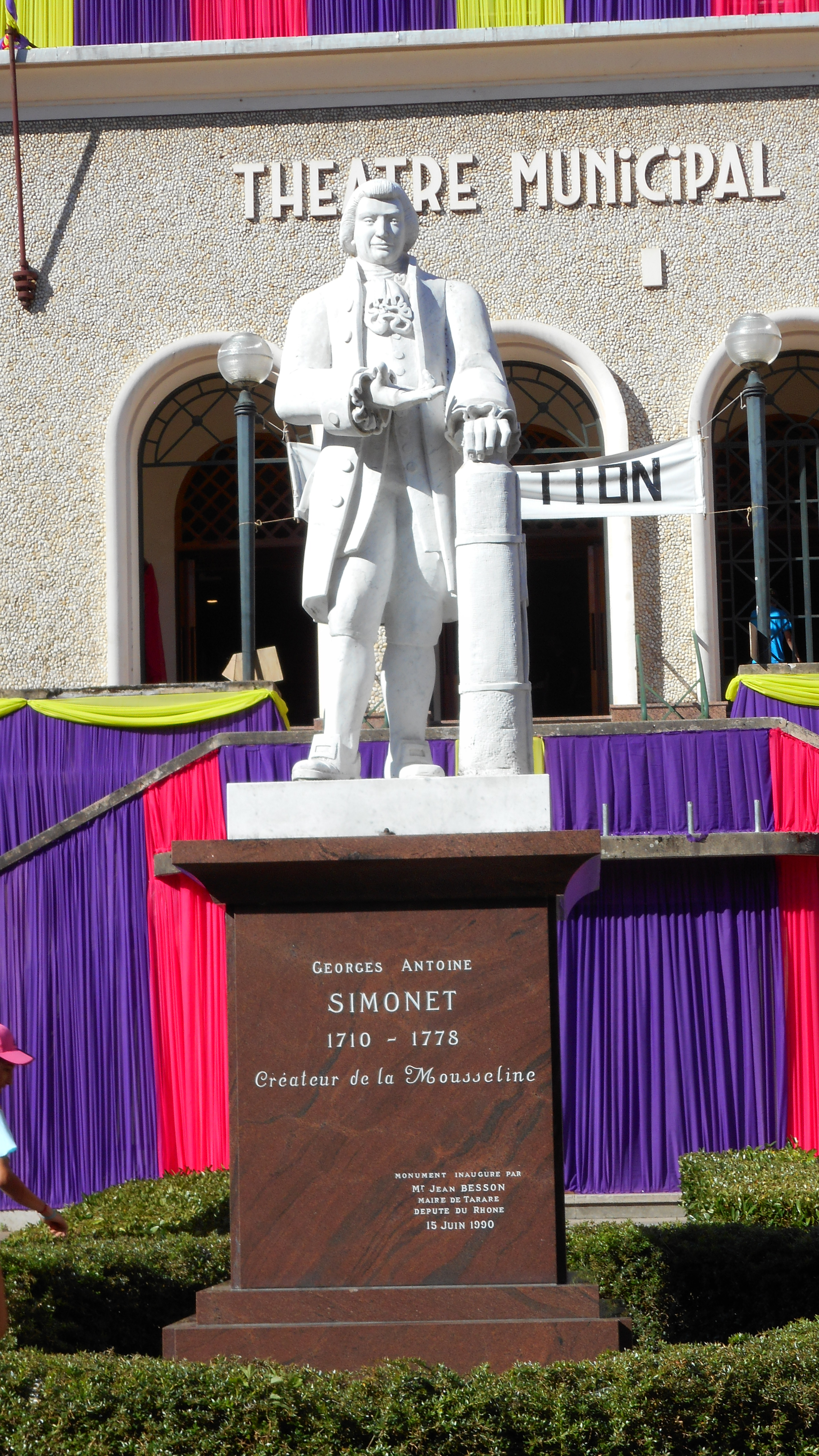
Statue de Georges-Antoine Simonet, sur la place du théâtre, lors de l'édition de 2015.

### Contexte et histoire
C'est à l'initiative de Georges-Antoine Simonet, originaire de la ville de Tarare, que la mousseline s'est popularisée en France au milieu du XVIIIe siècle. Elle est fabriquée pour la première fois industriellement en 1786 par son neveu Claude-Marie Simonet.
Chaque quartier de la ville est chargé de sa décoration et notamment de la mise en place de portes symbolisant l'entrée dans la ville mais aussi l'entrée dans la fête.
Depuis le 14 juillet 1955, sous l'impulsion de Joseph Rivière alors maire de Tarare, la Fête des mousselines se déroule les années en 0 et en 5, c'est-à-dire tous les 5 ans.

### Mousseline primitive (1893-1955)
La première fête des mousselines date de 1893, les 8,9 et 10 juillet, lors de l'inauguration de la statue de George-Antoine Simonet, mais n'avait pas de périodicité établie.
Les éditions suivantes se déroulent comme suit :
- 1901 : 12, 13 et 14 octobre. Lors de cette édition la pose de la première pierre du barrage de Joux est effectuée[2].
- 1904 : 3 et 4 avril. L'inauguration de l'école primaire supérieure a lieu durant cette édition de la fête[2].
- 1911 : 6 et 7 août
- En 1912 ce sont plus de 200 000 mètres de tissus mousselines qui ornent la ville, année du record de mètres[3],[4].
- 1913 : 2, 3 et 4 août
- De 1920 à 1924 : chaque année lors de l’organisation de courses (cyclisme, âne, etc.). En 1923 a lieu la première élection officielle des reines[5].
- 1928 et 1939 : la fête des mousselines est organisée lors d'inaugurations, en 1928 pour la pose de la première pierre de l'hôpital-maternité[4] et en 1939 pour l'hôtel des postes[4].

### Mousseline moderne (Depuis 1955)

#### Édition 1955
Inauguration d'un quartier de la ville, de la station d'épuration et de la place Georges-Antoine Simonet.

#### Édition 1960
Rencontre avec la ville d'Herrenberg, ville jumelle de Tarare.

#### Édition 1965
Nombreux spectacles de variétés.

#### Édition 1970
Inauguration de la Cité scolaire de Tarare composée des lycées René Cassin (général et technologique), Jules Verne (professionnel) et du collège Marie Laurencin.

#### Édition 1985
Les décorations de la ville passent de la mousseline en coton à la mousseline en polyester.

#### Édition 1990
Inauguration de la nouvelle statue de Georges-Antoine Simonet.

#### Édition 2000
Participation de communes voisines dans le défilé de chars.

#### Édition 2005
150 000 mètres de mousselines et plus de 85 dômes confectionnés pour l'occasion.

#### Édition 2010 -«Tarare lève le voile sur les rythmes du monde»
Le 19 juin, c'est le groupe Ocean Drive avec DJ Oriska qui viens se produire dans la salle de l'AST. D'autres personnalités ont fait le déplacement pour l'occasion, Hugues Aufray (22 juin - Esplanade Joseph Triomphe), Patrick Fiori et Amel Bent (le 25 juin - Esplanade Joseph Triomphe) et Michael Jones (27 juin - Parking du Jardin de la Halle),.
Programme de la fête des Mousseline 2010

Logo de l'édition 2010
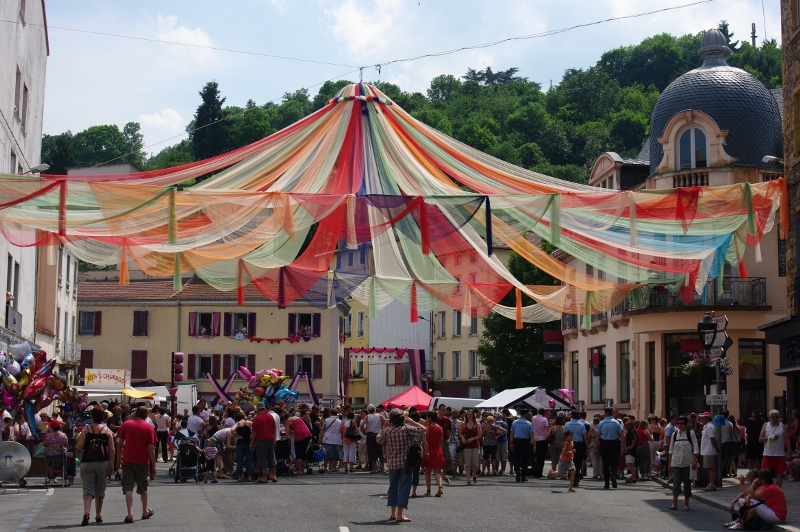
Dôme de mousseline installé place Collio

#### Édition 2015 - «Les modes au fil du temps»
La Fête des Mousselines 2015 s'est déroulée du 19 juin au 28 juin 2015 ayant pour thème « Les modes au fil du temps » . Les festivités avaient attirées environ 172 000 et 174 000 visiteurs extérieurs,.
L'élection de la reine des mousselines 2015 s'est déroulé le samedi 18 avril, au gymnase des 3 Vallées devant plus de 900 personnes. A ce titre se présentaient : Estelle Pouly (reine du Château), Mélissa Martinez, (reine de La Plaine), Justine Hortala (reine de Madeleine-Faubourg-Savoie), Ophélie Merle (reine du Centre-Ville), Assia Khlaf (reine de Montagny), Amandine Beylier (reine du Serroux), Fériel Harkat (reine des Hauts de Tarare) et Marion Beylier (reine de Courtille-Cité).
Après trois défilées et un dépouillement achevés à 3h30 du matin, Estelle Pouly est sacrée pour l'année 2015. La couronne lui est remise par Mégane Schmit (1 re dauphine 2010) en l'absence de Joy Brunat (Reine 2010). Mélissa Martinez et Justine Hortala sont respectivement 1ère et 2ème dauphine.
Le 22 juin, l'ancien ministre des finances de Jacques Chirac et député européen, Jean Arthuis, est venu à Tarare pour une conférence économique portant sur intervient sur « le rebond des territoires » qui s'est tenu halles des marchés.
Programme de la Fête des Mousselines 2015

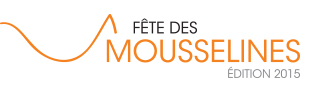
Logo de l'édition 2015
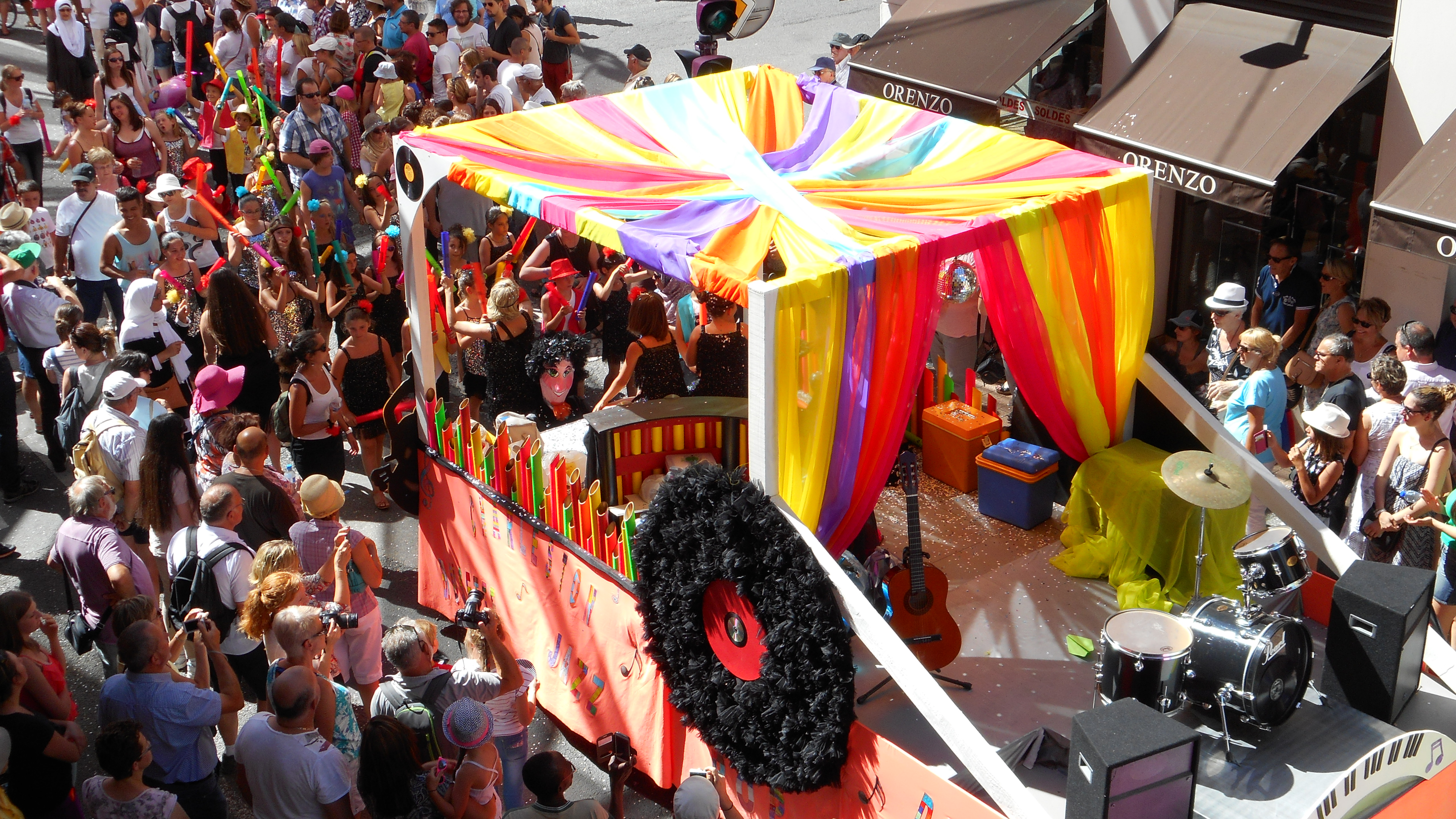
Un des nombreux chars lors du défilé
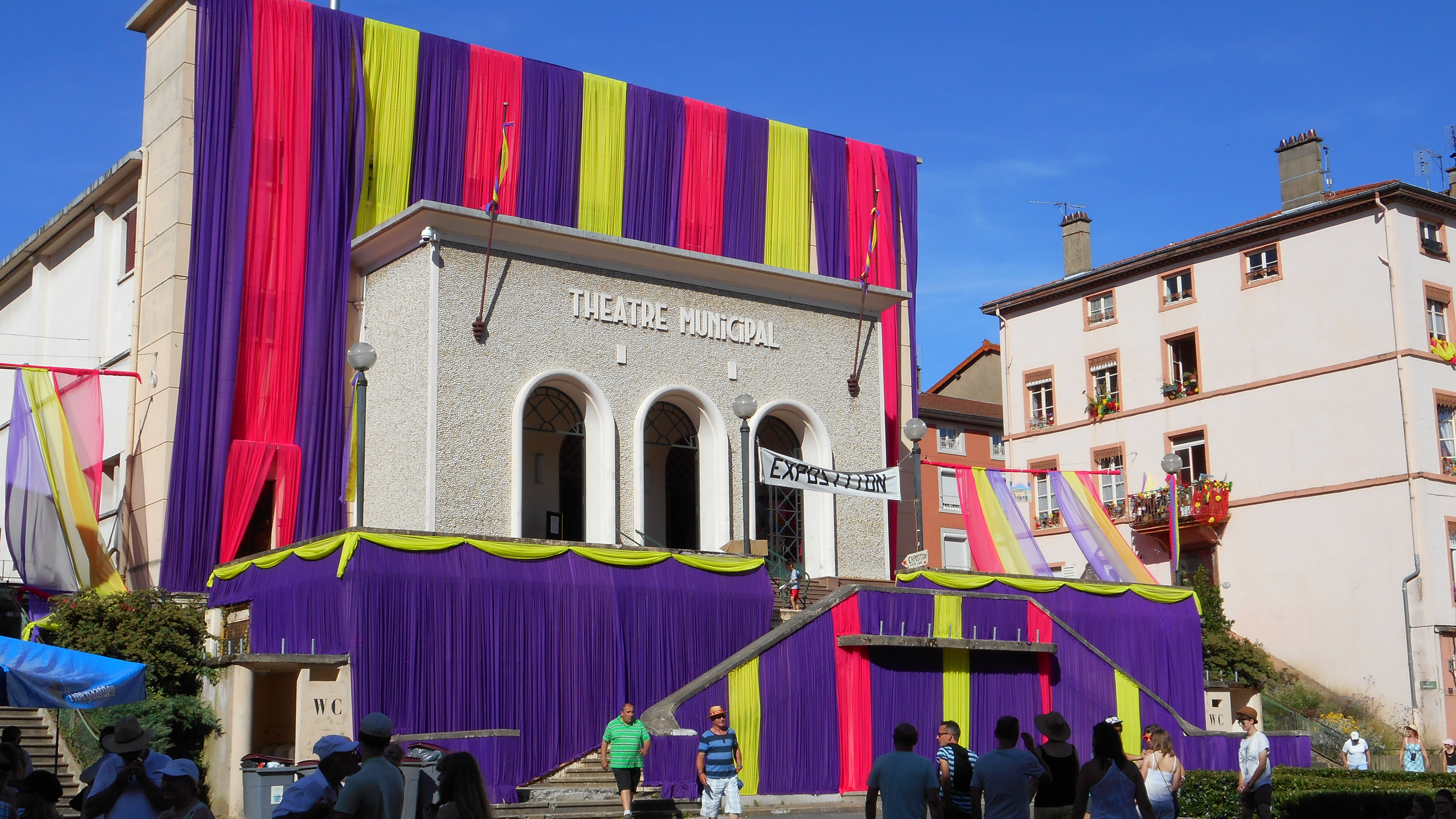
La place du théâtre décorée
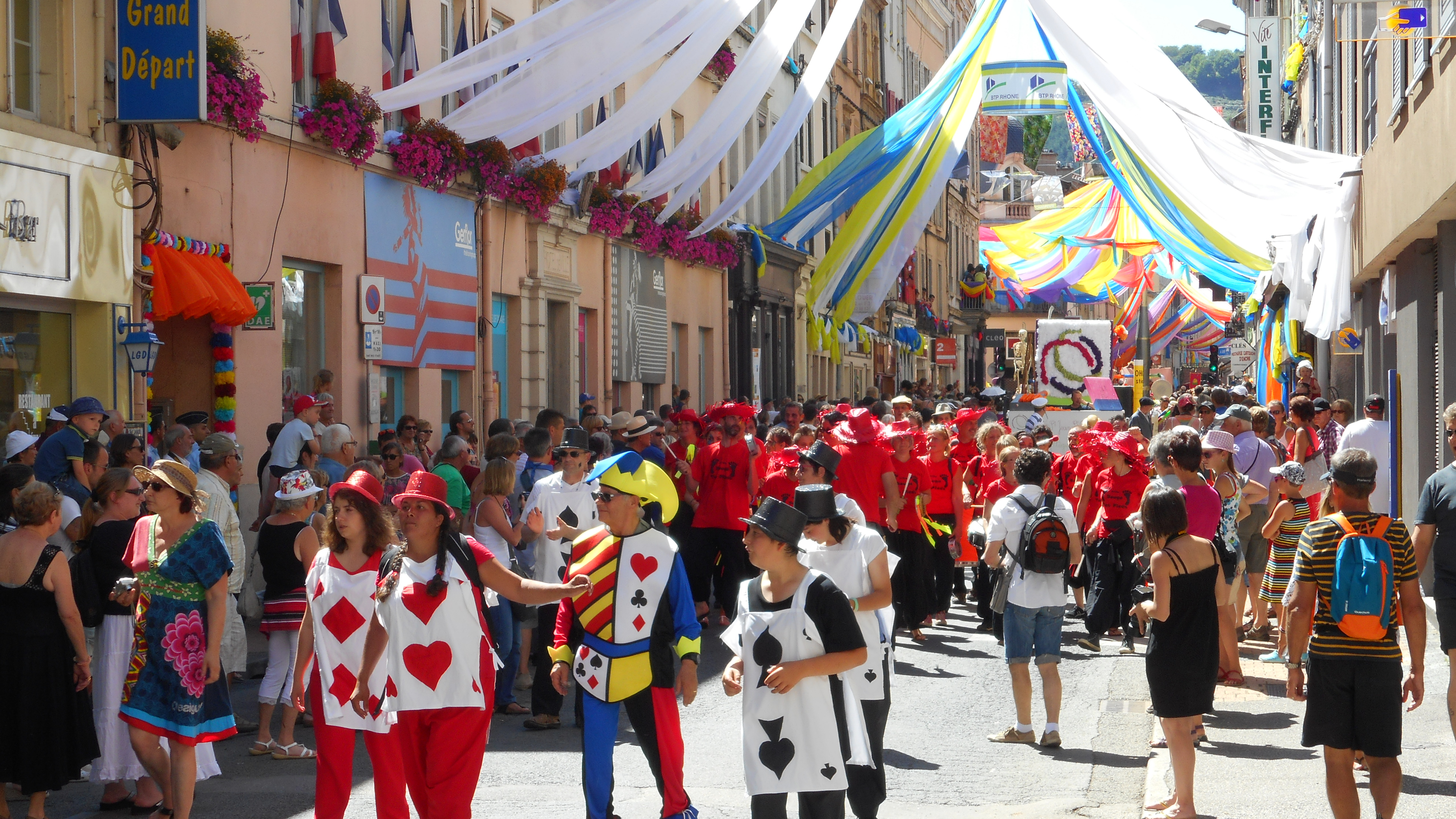
Rues décorées lors du défilé

#### Édition 2020 -«Balade au fil de nos régions»
L'évènement de 2020 était initialement prévue du 19 juin au 28 juin 2020. Il est reporté dans un premier temps à l'été 2021, à cause de la pandémie mondiale de Covid-19.,
Le thème retenu était « Balade au fil de nos régions »
Sur cette édition, 9 candidates s'étaient présentées pour le titre de reine. Cette élection aurait été marquée par la suppression de l'élection par quartier, soit une seule et unique élection. Normalement programmée le samedi 4 avril 2020, puis déplacée au 30 janvier 2021, elle est finalement annulée fin 2020,,.

Après réflexions et accord commun entre la Ville et le comité des fêtes, un communiqué de la municipalité annule définitivement cette édition. L'évolution de la situation sanitaire ne permettent pas un maintien des festivités dans le meilleures conditions possibles.

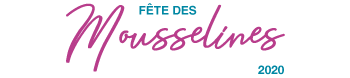
Logo de l'édition 2020

#### Édition 2025 -«France, terre de talents»
L'édition 2025 se tiendra du 20 juin au 29 juin 2025. La première réunion publique, à guichet fermée, s'est tenu le 7 mars 2024 à la salle Joseph-Triomphe, afin notamment de lancer un appel aux bénévoles, d'évoquer le thème ou encore le calendrier de cette évènement majeur.
Le thème acté pour 2025 est « France, terre de talents ».
Aucune limite n'a été fixée pour le nombre de candidate et les élections par quartier étant supprimées, c'est donc 10 candidates inscrites au 30 septembre 2024 (date de clôture des admissions) que l'élection en avril 2025 aura lieu. Zouina Mihoubi, Charlène Mayoud, Effie Gautier, Camille Dessaigne, Océane Rebichon, Zoé Perrodon, Line Rechagnieux, Eva Paradis, Joelline Rebichon et Loann Demollière sont les candidates en lice pour la succession d'Estelle Pouly,.
Line Rechagnieux, candidate n°7, est élue reine des Mousselines 2025 à l'issue de la traditionnelle soirée du 12 avril 2025. Loan Demollière, fille de la reine des Mousselines 2005, termine 1ère dauphine, et Charlène Mayoud est 2ème dauphine.
Louise Combier est invitée à se produire en concert le 21 juin.
Le programme complet et officiel de la fête doit être dévoilé courant avril lors d’une conférence de presse. La 1ère version du programme est dévoilé début mars.
- Vendredi 20 juin : ouverture officielle
- Samedi 21 juin : salon gourmand et fête de la musique
- Dimanche 22 juin : salon de l’artisanat
- Lundi 23 juin : journée de l’économie
- Mardi 24 juin : animation seniors et Chef et chais à la carte
- Mercredi 25 juin : journée des enfants
- Jeudi 26 juin : spectacle d’humour
- Vendredi 27 juin : concert
- Samedi 28 juin : bandas
- Dimanche 29 juin : défilé de chars

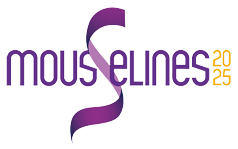
Logo de l'édition 2025

## Déroulement

### Élection de la reine des mousselines
L'élection de la reine des mousselines a lieu depuis la fête de 1921 avec l'élection de Marie Ballandas. L'élection de la reine est officialisée en 1923, année où se déroule l'élection de la « reine de l'industrie locale et de ses demoiselles d'honneurs ». Dans chaque usine de la ville, les femmes élisent des déléguées, âgées de 18 à 25 ans, à raison d'une déléguée pour dix  employées. Les femmes ne travaillant pas en usine choisissent également des déléguées suivant le même ratio de représentativité. L'élection a lieu quelques jours après le choix des déléguées. Des critères sont requis pour pouvoir être élue : être née à Tarare ou y habiter depuis au moins 10 années, être considérée comme une bonne ouvrière et avoir une excellente réputation.
Depuis 1990, une reine de chaque quartier de la ville se présente lors d'un grand show à la salle des fêtes de la ville. Les critères de sélection ne contiennent plus le critère de « bonne ouvrière ». Le record de participation est de 59 prétendantes en 2000.
L'heureuse élue est déclarée reine des mousselines pour 5 ans et est couronnée par le maire de la ville. Un classement, est établi et permet de donner le titre de dauphines et de demoiselles d'honneur aux autres reines de quartier. La reine des mousselines proclame l'ouverture officielle de la fête et reste durant toute la durée de la fête un personnage important de la ville, de plus elle défile, accompagnée de toutes les dauphines et les demoiselles d'honneur sur un char construit par les services techniques municipaux lors du grand défilé de char du dernier jour de la fête. La reine des mousselines élue en 2015 est Estelle Pouly reine du quartier du Château.

#### Palmarès

##### Mousseline primitive (1893-1955)
| N° | Nom | Nom                           | Titre                                           | Élection | Source |
| -- | --- | ----------------------------- | ----------------------------------------------- | -------- | ------ |
| 1  |     | Marie Ballandras (1899-1943)  | Meilleure ouvrière (1ère reine des mousselines) | 1921     | ,      |
| 2  |     | Antoinette Verrière           | Reine des reines et reine du tissage            | 1923     | [ 24 ] |
| 3  |     | Léonie Fayard (1906-1995)     | Reine de la broderie                            | 1923     | ,      |
| 4  |     | Denise Berthomier (1902-1980) | Reine de la teinture et apprêts                 | 1923     | ,      |

##### Mousseline moderne (depuis 1955)
| N° | Nom                                                       | Nom                                                       | Quartier                                                  | Élection                                                  | 1ère Dauphine                                             | Source                                                    |
| -- | --------------------------------------------------------- | --------------------------------------------------------- | --------------------------------------------------------- | --------------------------------------------------------- | --------------------------------------------------------- | --------------------------------------------------------- |
| 1  |                                                           | Simone Plasse                                             | Pas d'élection par quartier                               | 1955                                                      |                                                           |                                                           |
| 2  |                                                           | Jeanine Villat-Garel (1942)                               | Pas d'élection par quartier                               | 1960                                                      |                                                           | ,                                                         |
| 3  |                                                           | Claudette Maisse-Lallemant                                | Pas d'élection par quartier                               | 1965                                                      |                                                           | [ 30 ]                                                    |
| 4  |                                                           | Monique Dauvillaire                                       | Pas d'élection par quartier                               | 1970                                                      |                                                           |                                                           |
| 5  |                                                           | Christiane Lagoutte-Varillon                              | Pas d'élection par quartier                               | 1975                                                      |                                                           | [ 31 ]                                                    |
| 6  |                                                           | Marie-Laure Arquillière-Thevenet (1960)                   | Pas d'élection par quartier                               | 1980                                                      |                                                           | [ 32 ]                                                    |
| 7  |                                                           | Ghislaine Salines-Lagoutte (1962-2024)                    | Pas d'élection par quartier                               | 1985                                                      |                                                           | ,                                                         |
| 8  |                                                           | Nathalie Delmarre-De Saint Jean (1969)                    | Quartier du Serroux (1)                                   | 1990                                                      |                                                           | ,                                                         |
| 9  |                                                           | Angélique Arquillière (1974)                              | Quartier du Château (1)                                   | 1995                                                      |                                                           | [ 37 ]                                                    |
| 10 |                                                           | Alexandra Ray-Edieux (1979)                               | Quartier de La Plaine (1)                                 | 2000                                                      | Karine Vially                                             | ,                                                         |
| 11 |                                                           | Anaïs Schwaab-Démollière (1985)                           | Quartier du Centre-ville (1)                              | 2005                                                      | Laura Gautier (Quartier Montagny)                         | ,                                                         |
| 12 |                                                           | Joy Brunat (1989)                                         | Quartier du Serroux (2)                                   | 2010                                                      | Mégane Schmit (Quartier de La Plaine)                     | ,                                                         |
| 13 |                                                           | Estelle Pouly (1994)                                      | Quartier du Château (2)                                   | 2015                                                      | Mélissa Martinez (Quartier de La Plaine)                  | [ 43 ]                                                    |
| X  | Édition 2020 annulée en raison de la pandémie de Covid-19 | Édition 2020 annulée en raison de la pandémie de Covid-19 | Édition 2020 annulée en raison de la pandémie de Covid-19 | Édition 2020 annulée en raison de la pandémie de Covid-19 | Édition 2020 annulée en raison de la pandémie de Covid-19 | Édition 2020 annulée en raison de la pandémie de Covid-19 |
| 14 |                                                           | Line Rechagneux (2005)                                    | Pas d'élection par quartier                               | 2025                                                      | Loan Demollière                                           |                                                           |

### Festivités
Des animations variées et des manifestations festives trouvent leur place tout au long de la Fête des Mousselines. Les animations sont généralement très variées allant d’un concert à un parcours mémoire en passant par divers jeux dans la ville ou des scènes ouvertes. Des journées à thème sont organisées, comme par exemple la journée des enfants, où de nombreuses activités sont proposées pour le plus grand plaisir des petits et des grands.

### Défilé de chars
Un grand défilé de chars a lieu le dernier jour de la fête. Plusieurs milliers de personnes se rejoignent dans les rues pour assister à ce défilé.

Depuis 1960, un thème est choisi pour harmoniser le défilé. Selon le thème choisi, chaque quartier est chargé de la fabrication de son char. Les associations comme l’office des sports ou des institutions comme la cité scolaire de Tarare participent également au défilé.

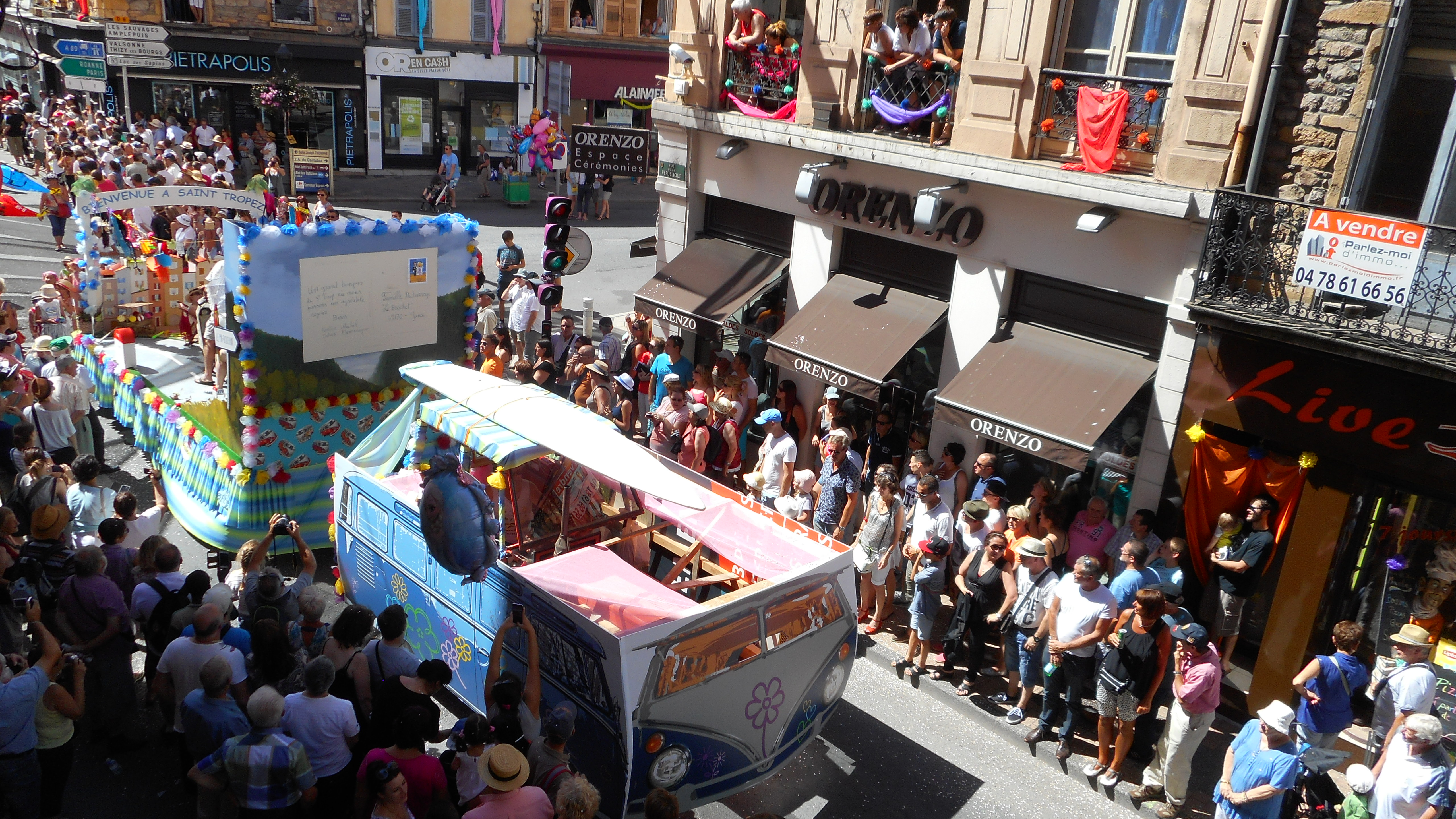
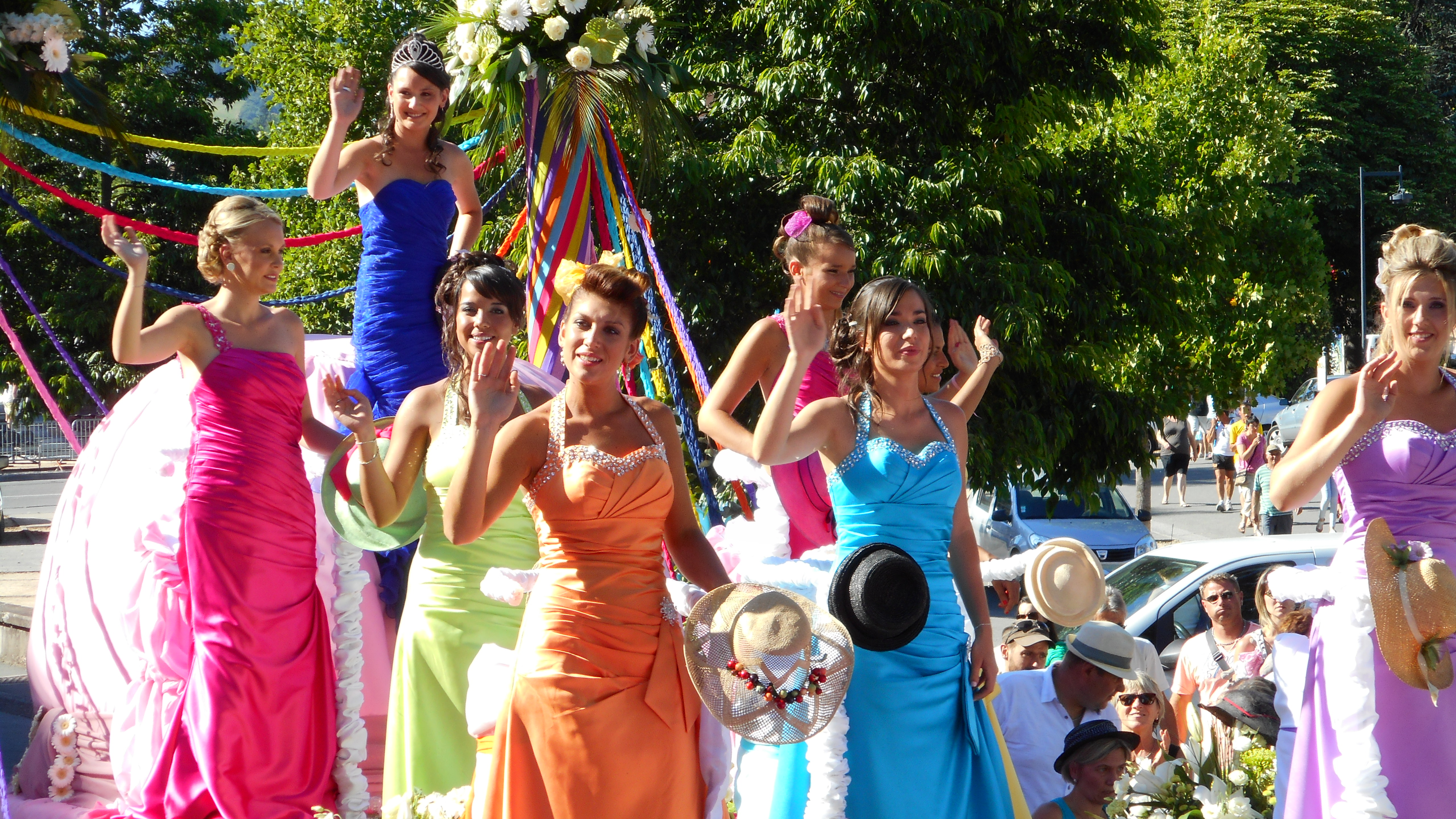